# یواس‌اس سالوت (ای‌ام-۴۷۰)
یواس‌اس سالوت (ای‌ام-۴۷۰) (به انگلیسی: USS Salute (AM-470)) یک کشتی بود که طول آن ۱۷۲ فوت (۵۲ متر) بود. این کشتی در سال ۱۹۵۴ ساخته شد.